# Plogland
Plogland är ett gammalt jordbruksrelaterat areamått, som användes i Norden åtminstone fram till slutet av 1600-talet. Det förekommer olika förklaringar till exakt vad det betyder. Vissa källor anger det som det område som kunde plöjas under en dag med en plog, medan andra beskriver det som det område som kunde odlas med en enda plog.. I nuvarande Finland kallades enheten krokland eller hakland.